# Benson Glacier
Benson Glacier är en glaciär i Antarktis. Den ligger i Östantarktis. Nya Zeeland gör anspråk på området. Benson Glacier ligger 621 meter över havet.
Terrängen runt Benson Glacier är kuperad västerut, men österut är den bergig. Trakten är obefolkad. Det finns inga samhällen i närheten.